# Keizer Karelweg 259-281
De gebouwen Keizer Karelweg 259-281 en Keizer Karelweg 307-329 te Amstelveen zijn sinds 2009 een gemeentelijk monument.
Aan de lange Keizer Karelweg staan slechts twee monumenten (gegevens 2020). Het betreft in basis twee identieke flatgebouwen uit de periode 1957 tot 1960 ontworpen door Willem Dudok en Robert Magnée. Dudok was geen voorstander van hoogbouw; hij wilde bewoners contact laten houden met de aarde. Hij schipperde hier tussen zijn afkeer van hoogbouw en het verzoek hoogbouw te leveren vanwege het woningtekort. Dudok en Magnée ontwierpen de flats enerzijds als afscheiding tussen de Keizer Karelweg en de wijk met eengezinswoningen ten westen daarvan en anderzijds als kompas voor de doorgaande Keizer Karelweg. Ze staan bovendien aan de ronding van een rotonde, waardoor een stedenbouwkundige eenheid is ontstaan. De twee flats met elk twaalf appartementen verdeeld over drie bouwlagen zijn opgetrokken uit gele verblendsteen, een steensoort die Dudok wel vaker voorschreef. De flats zijn symmetrisch van opzet en ook ten opzichte van elkaar. Bijzonder zijn de opgemetselde stenen afscheidingen boven de beide toegangen, die invulling geven aan de haast externe betonpalen die de balkons ondersteunen en verbinden. Die witte betonpalen en het overige witte betonwerk geven de flats een rustige gevel; hetzelfde geldt voor de betonnen kadreringen rond de vensters etc.  
De twee flatgebouwen verkregen in oktober 2009 die status. 

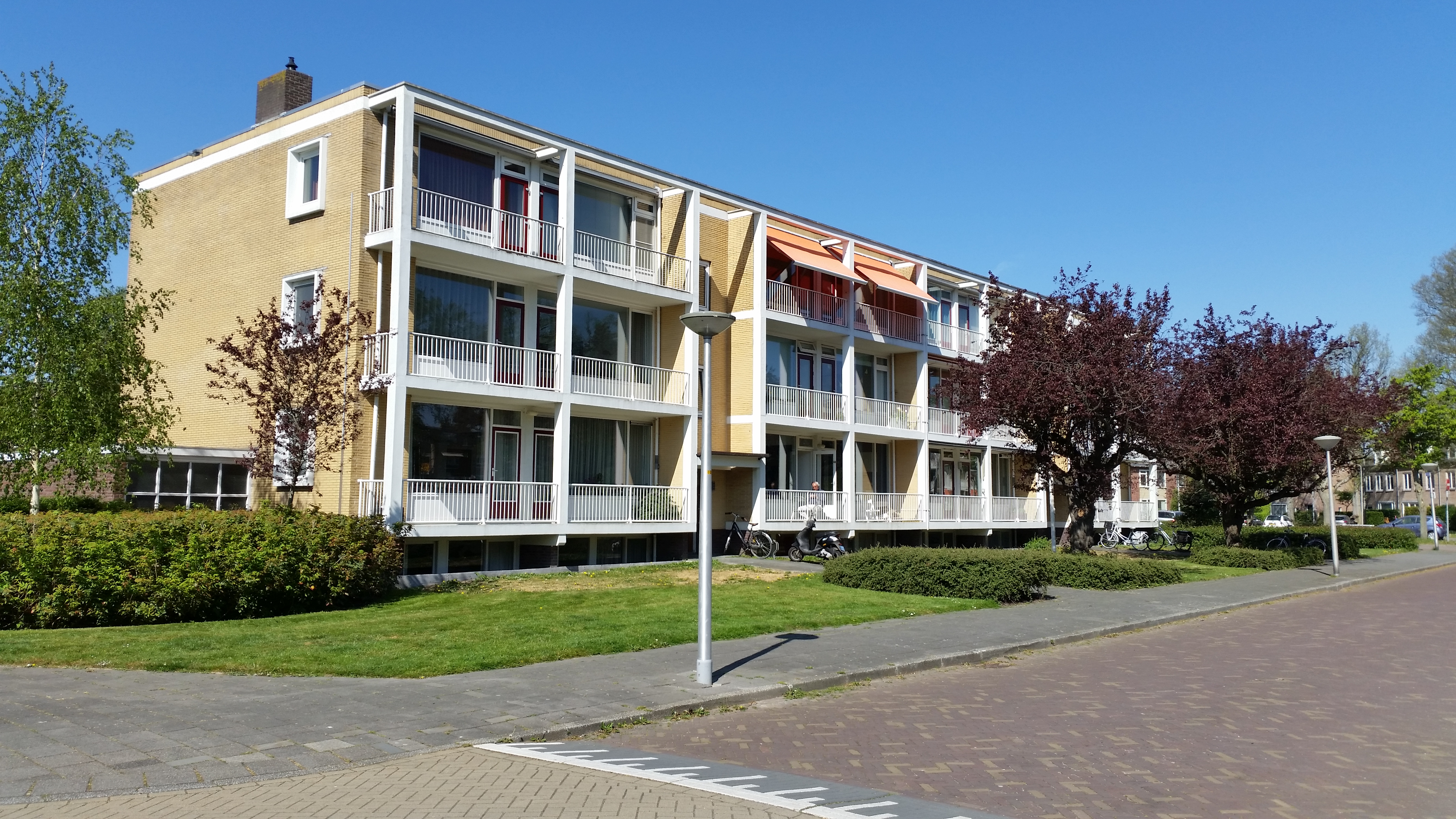
De nummers 259-281 (april 2020)

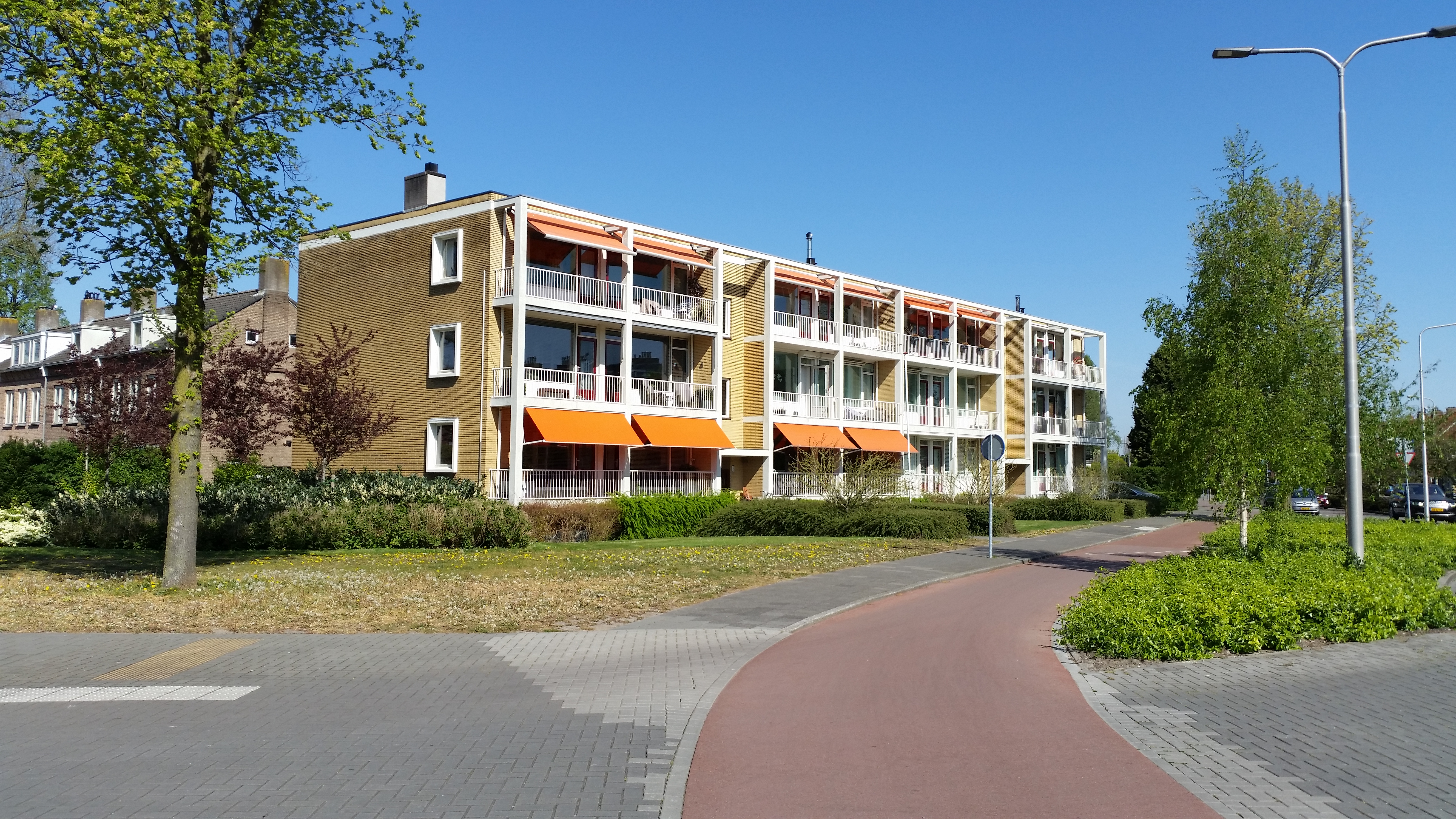
De nummers 307-329 (april 2020)